# Ruta Estatal de Nevada 157
La Ruta Estatal de Nevada 157, y abreviada SR 157 (en inglés: Nevada State Route 157) es una carretera estatal estadounidense ubicada en el estado de Nevada. La carretera inicia en el Oeste desde la Mount Charleston hacia el Este en la I 11  , US 95   en Las Vegas. La carretera tiene una longitud de 34,5 km (21.438 mi).

## Mantenimiento
Al igual que las autopistas interestatales, y las rutas federales y el resto de carreteras estatales, la Ruta Estatal de Nevada 157 es administrada y mantenida por el Departamento de Transporte de Nevada por sus siglas en inglés Nevada DOT.

## Cruces
La Ruta Estatal de Nevada 157 es atravesada principalmente por la  SR 158     en Deer Creek Road.